# Hofferhof 68

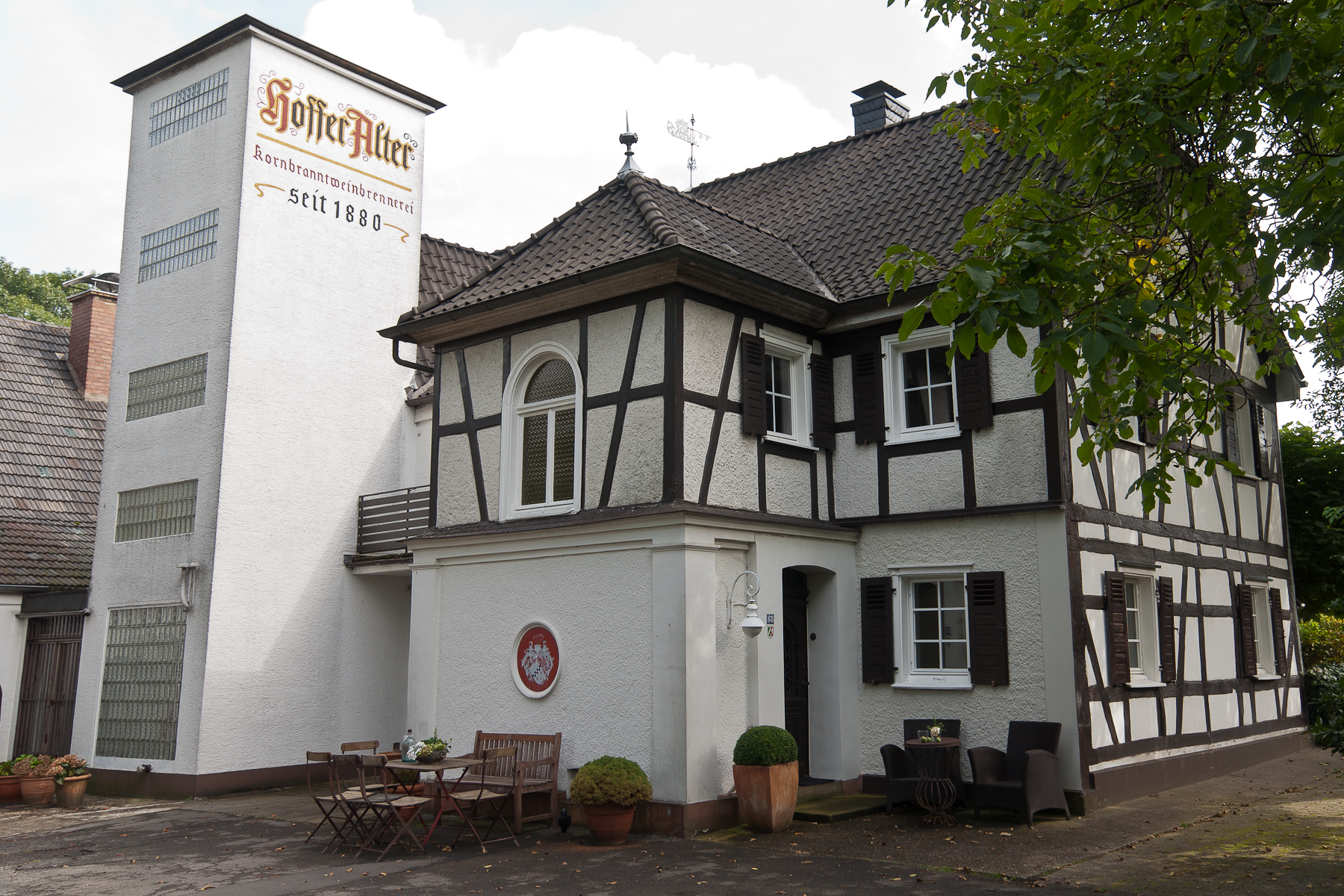
Hofferhof 68 – Denkmal Nr. 60 in Rösrath und Geburtsort von Christoph Heinrich Theodor Müllenbach

Das Gebäude Hofferhof 68 ist ein denkmalgeschütztes Gebäude in Hofferhof, einem Ortsteil von Rösrath im Rheinisch-Bergischen Kreis (Nordrhein-Westfalen). Es ist Sitz der Kornbrennerei „Hoffer Alter“ Walter Müllenbach GmbH.

## Lage
Der Ortsteil Hofferhof liegt oberhalb von Hoffnungsthal auf einem Bergplateau südlich bzw. westlich der Hofferhofer Straße, die als Kreisstraße 23 Hoffnungsthal und Stöcken miteinander  verbindet. Im Süden verläuft die Straße In der Schneekaule, die zum Ortsteil Lüghausen führt. Das Gebäude Hofferhof 68 selbst liegt im nordöstlichen Teil des Weilers, der im Sommer 2015 ca. 40 Einwohner hatte.

## Baubeschreibung
Bei dem denkmalgeschützten Ensemble Hofferhof 68 handelt es sich um eine ehemalige Hofanlage. Ihr Kern ist ein zweigeschossiges Fachwerkhaus mit Krüppelwalmdach, das auf einem massiven Bruchsteinsockel steht. Auf der nördlichen Traufseite gibt es einen zweigeschossigen Anbau mit Fachwerkkonstruktionen auf massivem, verputztem Erdgeschoss. Giebelseitig ist in einem profilierten Putzrahmen das farbig gefasste Wappen der Familie Müllenbach zu sehen. Traufseitig gibt es eine historisierende Haustür. Die Fenster haben keine Sprossen, verfügen jedoch über Schlagläden. Auf dem Dach ist eine Wetterfahne angebracht, welche das Wappen der Familie von Loë zu Stade zeigt. Die ehemaligen Wirtschaftsgebäude sind umgebaut und modern verändert.

## Geschichte
Im Jahr 1717, als der damalige Hofferhof aufgrund einer Erbteilung gemeinsam an die Schwestern Maria Petronella und Anna Clara von Loë ging, bestand er lediglich aus einem Wohnhaus, welches heute nicht mehr existiert. 24 Jahre später vermachte Anna Clara von Loë ihre Anteile ihrem Patenkind Anna Katharina Lemmer, die 1759 mit ihrem Ehemann Bertram Müllenbach auf den Hof zog, womit die Zeit der bis heute im Ortsteil ansässigen Familie Müllenbach beginnt. Es folgte der Bau weiterer Wohnhäuser, darunter das ebenfalls denkmalgeschützte Gebäude Hofferhof 62 im Jahr 1802. Im Jahr 1837/38 kam es erneut zu einer Erbteilung: Der eine Zweig erhielt das landwirtschaftliche Anwesen Hofferhof 62, der andere Zweig das Anwesen Hofferhof 68. Hier wurde 1880 von Ewald Müllenbach, ursprünglich als landwirtschaftlicher Nebenerwerb, die bis heute aktive Kornbrennerei „Hoffer Alter“ errichtet.
Der Grundstein für die Brennerei wurde im damaligen Stallgebäude gelegt. Ursprünglich ging es vor allem um die Produktion von Schlempe, um Kraftfutter für Kühe und Ochsen zu produzieren – der Alkohol galt zuerst als Nebenprodukt. Aufgrund zunehmender Popularität des Kornbrands setzte jedoch ein Wandel ein und die Brennerei rückte in den Vordergrund. Walter Müllenbach übernahm 1911 Landwirtschaft wie Brennerei von seinem Vater, musste jedoch im Ersten Weltkrieg die Kupfergeräte der Destille abgeben, die zur Produktion von Kanonen eingeschmolzen wurden.
Am 14. Februar 1929, einem der kältesten Tage des Winters, brach aus ungeklärter Ursache ein Feuer aus und verwüstete den landwirtschaftlichen Teil des Gebäudes, insbesondere die Stallungen. Die verschneite und eisige Lage erschwerte es den Feuerwehrmannschaften aus Hoffnungsthal, Rösrath, Forsbach und auch Köln, den Ortsteil Hofferhof zu erreichen. So war beispielsweise die direkte Anfahrt nicht möglich und die Feuerwehr musste ihre Leitern an der letzten, steilen Kurve vor Hofferhof verlegen. Als der Wasservorrat sich dem Ende zuneigte bzw. aufgrund der Kälte schlicht gefroren war, musste Jauche zur Rettung von Wohnhaus und Brennerei eingesetzt werden. Durch diese Maßnahme fiel nur eine Wohnung im oberen Geschoss den Flammen zum Opfer. Anschließend musste die Feuerwehr noch einige Tage Brandwache halten, da das gelagerte Heu weiter schwelte.
Von 1937, aufgrund eines generellen Brennverbots für Getreide, bis 1948 kam die Brennerei vollständig zum Erliegen. Mit Eugen Müllenbach übernahm ein Enkel die Geschäfte und konzentrierte sich fortan voll auf den Brennereibetrieb, dessen Volumen er mit Zukauf weiterer Brennrechte verzwölffachte. Die Landwirtschaft wurde verpachtet. Zum 1. Januar 1980 vollzog sich der dritte Generationenwechsel auf Ralf Müllenbach, den Urenkel des Gründers. Ihm folgte 2010 in fünfter Generation Tino Müllenbach.

## Denkmalschutz
Das Haus Hofferhof 68 wurde als Baudenkmal Nr. 60 in die Liste der Baudenkmäler in Rösrath aufgenommen.

## Rezeption
Aufgrund des Ensembles mit den weiteren denkmalgeschützten Gebäuden Hofferhof 62 und 65–67 empfiehlt die Stadt Rösrath in einer offiziellen Broschüre den Besuch des Ortsteils Hofferhof und auch der Brennerei. Das Ensemble wurde zudem im Juni 2015 als „Denkmal des Monats“ der Öffentlichkeit präsentiert. Die Auswahl zum „Denkmal des Monats“ trifft ein Gremium, dem u. a. Vertreter der Stadt Rösrath, des Stadtrates und des Geschichtsvereins Rösrath angehören.
Aufgrund der Kornbrennerei „Hoffer Alter“ ist das Gebäude Hofferhof 68 sowohl Gegenstand von Tipps in der regionalen Presse (darunter Rheinische Post oder Kölnische Rundschau) wie auch von Porträts, so beispielsweise 2017 im Magazin der Rheinisch-Bergischen Wirtschaftsförderungsgesellschaft, 2016 in einer Veröffentlichung der Landwirtschaftskammer Nordrhein-Westfalen über die „echten Landerlebnisse in NRW“ oder 2015 in einem sogenannten Industrieporträt im Bergisch Gladbacher Stadtmagazin „GL Kompakt“.

## Trivia
In dem Haus kam 1803 der Kaufmann und Gastwirt Christoph Heinrich Theodor Müllenbach als eines von 12 Kindern zur Welt. Sein Grabmal, der „Volberger Engel“, wird in Rösrath als Baudenkmal Nr. 65 geführt.